# Черна комедия (пиеса)
„Черна комедия“ (на английски: Black Comedy) е едноактна пиеса-фарс от британския драматург Питър Шафър. За първи път пиесата е поставена на сцена през 1965.
Пиесата е фарс, който се развива в Лондон по време на авария в електрозахранването. Шафър пише пиесата да бъде поставяна с „обърнато осветление“ – в редките моменти, в които се запали клечка кибрит, фенерче или запалка, на сцената настава мрак, през останалото време сцената е изцяло осветена.
Основната идея в пиесата много подхожда на съвременните ни взаимоотношения, в които все повече се засилва контрастът между нашите думи и поведение когато сме на „светло“ – т.е когато сме очи в очи с другите – и когато сме на „тъмно“ – т.е. когато сме сами и казваме това което мислим наистина. И така всеобщото лицемерие затъмнява истинските чувства и намерения до степен, че вече не можем да разпознаем себе си и светлината се превръща в мрак.

## Сюжет
Внимание:  Текстът по-долу разкрива сюжета на произведението (или части от него)!
Действието се развива в апартамента на Бриндсли. Той, заедно с годеницата си Каръл, „заемат“ обзавеждането на съседа на Бриндсли, Харолд, за да впечатлят чрез него бащата на Каръл, полковник Мелкет. Бринсдли е беден художник, който се опасява полковникът да не му откаже ръката на дъщеря си заради положението му.
Планът се проваля, когато токът внезапно изгасва. Един по един започват да идват останалите герои. Първа идва възрастната съседка на Бриндсли, госпожица Фърнивъл. След това се появява полковник Мелкет, а накрая неочаквано се появява и Харолд, което налага Бриндсли да върне незабелязан „заетите“ мебели, без Харолд да го заподозре в кражба…